# Trubblansmossa
Trubblansmossa (Didymodon tophaceus) är en bladmossart som beskrevs av Lisa 1837. Trubblansmossa ingår i släktet lansmossor, och familjen Pottiaceae. Enligt den finländska rödlistan är arten sårbar i Finland. Arten är reproducerande i Sverige. Artens livsmiljö är strandängar vid Östersjön. Inga underarter finns listade i Catalogue of Life.